# 午前0時のプリンセス
午前0時のプリンセス（ごぜんれいじのプリンセス）は、日本の4人組YouTuber、TikToker。メンバーはmomohaha、聖秋流、大内アイミ、JESSICA。略称はぜろぷり。avex fav所属。
メンバーはそれぞれ、LGBT、ハーフ、プラスサイズ、片親育ちなどのマイノリティとしてのアイデンティティを持っている。グループ名には、「どんな境遇にあっても、どんな個性を持っていても、午前0時の鐘がなって魔法が解けた後のありのままの自分達・あなた達が一番輝いている」という信念が込められている。

## 来歴
momohahaはYouTube、聖秋流、大内アイミ、JESSICAの3人はTikTokでそれぞれ活動を行っていた。2021年、TikTok LIVEをきっかけに出会い仲良くなり、4人で撮ったTikTok動画が大きくバズったことから、momohahaが他の3人をYouTubeに誘った。
2022年9月1日、YouTubeチャンネル「午前0時のプリンセス」を開設し、avex favに所属。開設から3ヶ月でチャンネル登録者数が10万人を突破。
2023年9月25日、TBSラジオにてポッドキャスト『ぜろぷりラジオ 聴くことできる～?!』の配信を開始。
2024年3月19日、LGBTQ+のためのイベント『東京レインボープライド2024』のYOUTH PRIDEアンバサダーに就任。
2024年4月19日より、渋谷パルコにて初の展覧会『午前0時のプリンセス展 〜Power of Love〜』を開催。
2024年12月25日、しなこの4thシングル『マシュマロパンチ』にフィーチャリングで参加。
2025年6月8日、代々木公園で開催された東京レインボープライド主催のイベント『Tokyo Pride 2025 Pride Festival』にて総合司会を担当。15日には、ウィズ原宿ホールで開催された『Tokyo Pride 2025 Youth Pride』にて総合司会を担当。

## メンバー
momohaha（ももはは）
1999年9月21日生まれ。神奈川県出身。MBTIはENFP。
アフリカ系アメリカ人の父と日本人の母を持つハーフ。
2016年から変顔やあるあるネタを中心に投稿するYouTuberとして活動。
アパレルブランド「Ideal Hamiel（イデアル ハミエル）」のプロデュースを行う。

聖秋流（せしる）
2000年9月21日生まれ。滋賀県出身。MBTIはINTJ。
2018年からTikTokerとして活動。
アパレルブランド「Ceci&Ü（セシユー）」のプロデュースを行う。
男性として生まれたものの女性らしい格好を好み、男の娘を自称している。
大内アイミ（おおうちアイミ）
旧活動名は脇腹が痛い大内。
1997年12月13日生まれ。フィリピン、福島県出身。MBTIはINFP。
日本人の父とフィリピン人の母を持つハーフ。
元グラフィックデザイナー。2020年からTikTokerとして活動。
レズビアンであることを公表している。
JESSICA（ジェシカ）
1995年8月25日生まれ。大阪府出身。MBTIはESFP。
プロダンサー、プラスサイズモデル。2021年からTikTokerとして活動。
ダンスパフォーマンスチーム「KADOKAWA DREAMS AVANCE」に所属。

## イベント

### 単独イベント
- 午前0時のプリンセス展 〜Power of Love〜（渋谷パルコ、2024年4月19日 - 5月6日）[7]

### 参加イベント
- Sparkle - ROAD TO OPULENCE - 〜TOKYO RAINBOW PRIDE 2024 OFFICIAL PARTY（東京レインボープライド、代々木公園、2024年4月19日 - 21日）[7]
- 地球を笑顔にする広場2024春 ぜろぷり×SDGsショー（TBS、赤坂サカス、2024年5月4日 - 5日）[16]
- Tokyo Pride 2025 Pride Parade & Festival（東京レインボープライド、代々木公園、2025年6月8日） - ステージ総合司会[8]
- Tokyo Pride 2025 Youth Pride（東京レインボープライド、ウィズ原宿ホール、2025年6月15日） - ステージ総合司会[9]

## 出演

### ポッドキャスト
- ぜろぷりラジオ 聴くことできる～?!（TBS Podcast、2023年9月25日 - 現在）
- pecoとJESSICA（TBS Podcast、2024年10月7日 - 現在） - JESSICA[17]

## 広告

### 広報
- プレイボーイフレグランス MAKE THE COVER イメージモデル（2023年2月1日）[18]
- アトモスピンク × アディダス ADIFOM SST BOOTS イメージモデル（2023年10月10日）[19][20]
- 東京レインボープライド2024 YOUTH PRIDEアンバサダー（2024年3月19日）[6]
- 日本機能性コスメ研究所 キャシードール ジャパンアンバサダー（2025年3月20日）[21]

## 音楽作品

### 参加楽曲
- しなこ feat. 午前0時のプリンセス「マシュマロパンチ」（2024年12月25日）